# Chalconycles
Chalconycles is een geslacht van vlinders van de familie bloeddrupjes (Zygaenidae).

## Soorten
- C. albipalpis Hampson, 1920
- C. anhyalea Hampson, 1920
- C. chalybeia Rebel, 1914
- C. chloauges (Holland, 1893)
- C. vetulina Jordan, 1907